# بوتيا سترياتا

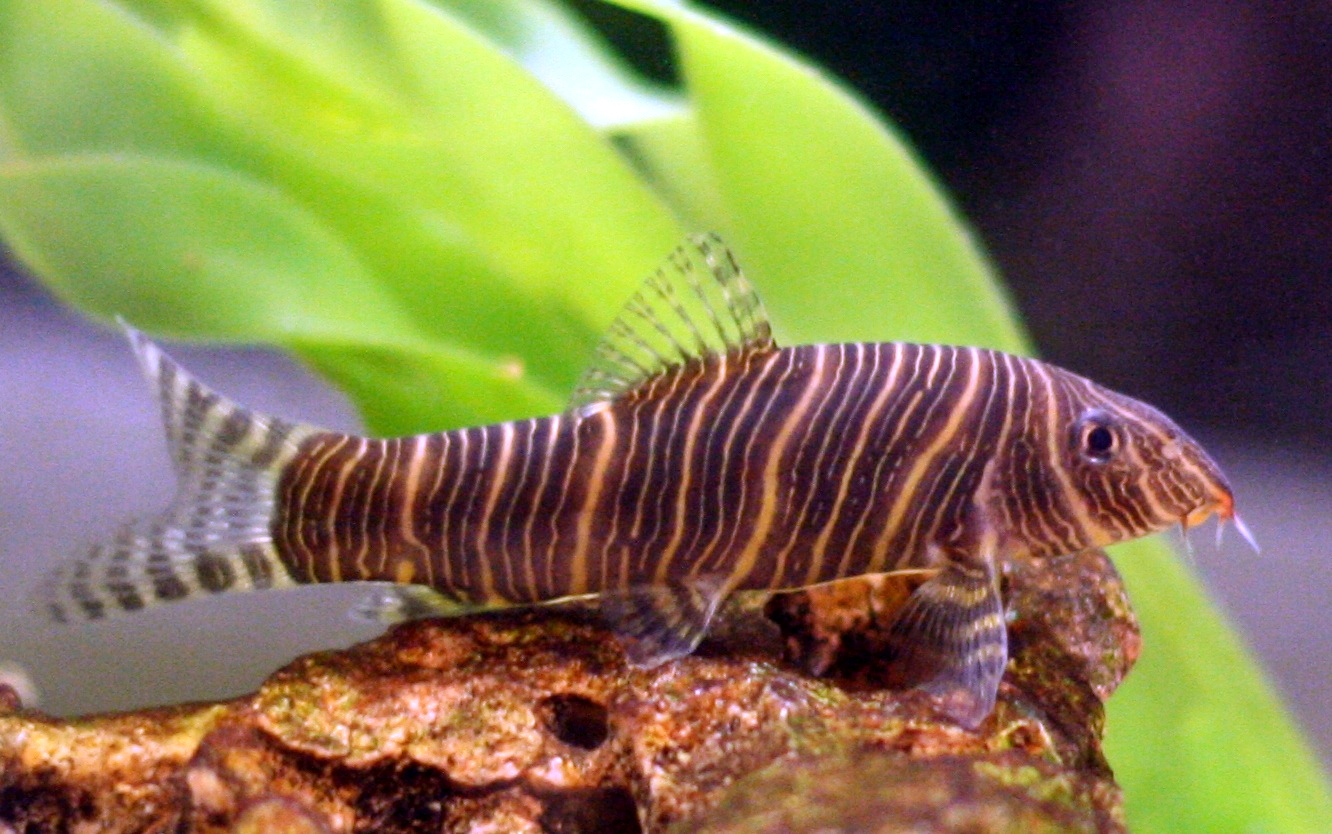

بوتيا سترياتا (باللاتينية: Botia striatas) تنتمي لعائلة en:Cobitidaee، توجد عادة في البحر الأحمر و من شرق أفريقيا حتى ساموا، وجنوب كاليدونيا الجديدة و أستراليا. وهي سمكة صغيرة من أسماك المياه العذبة .